# DTU 스페이스

DTU 스페이스(DTU Space, 덴마크어: Institut for Rumforskning og Rumteknologi, 덴마크 기술 대학의 국립 우주 연구소)는 덴마크 부문 연구 기관이자 덴마크 기술 대학의 일부이다. 연구원, 엔지니어, 기술자 등 169명의 직원을 보유하고 있다.
이 연구소는 천체 물리학, 태양계 물리학, 측지학 및 우주 기술 분야의 연구를 수행한다. 연구를 수행하기 위해 연구소는 닐스 보어 천문학, 지구물리학 및 물리학 연구소와 협력한다.
2005년 1월 1일 덴마크 우주 연구소와 국립 측량 및 덴마크 지적부의 측지학 부분을 결합하여 덴마크 국립 우주 센터(DNSC)를 설립한 결과로 탄생했다. 2007년 DNSC는 덴마크 기술대학교와 합병되었고, 2008년에는 이름을 DTU 스페이스로 변경했다.
이 연구소는 현재 지구 자기장의 특성을 조사하는 프로젝트인 스웜(Swarm)을 이끌고 있다.